# Cheval en Malaisie
Le cheval en Malaisie (malais : kuda) est représenté par l'élevage de deux races locales, le Bajau et le Kuda Padi, ainsi que par des courses de Pur-sang, pour un cheptel d'environ 7 000 têtes en 2017. Absent de ce territoire jusqu'au début du XIXe siècle, le cheval est massivement introduit en Malaisie depuis l'Indonésie à partir des années 1880, pour répondre à la demande économique du transport des plantations du pays. 
La Malaisie compte un secteur de sport hippique, avec trois hippodromes. Il existe aussi une pratique du polo, d'équitation de loisir et de patrouille à cheval, bien que l'équitation ne fasse pas initialement partie de la culture malaise.
Le climat tropical entraîne la présence de nombreuses maladies nuisibles aux chevaux.

## Histoire

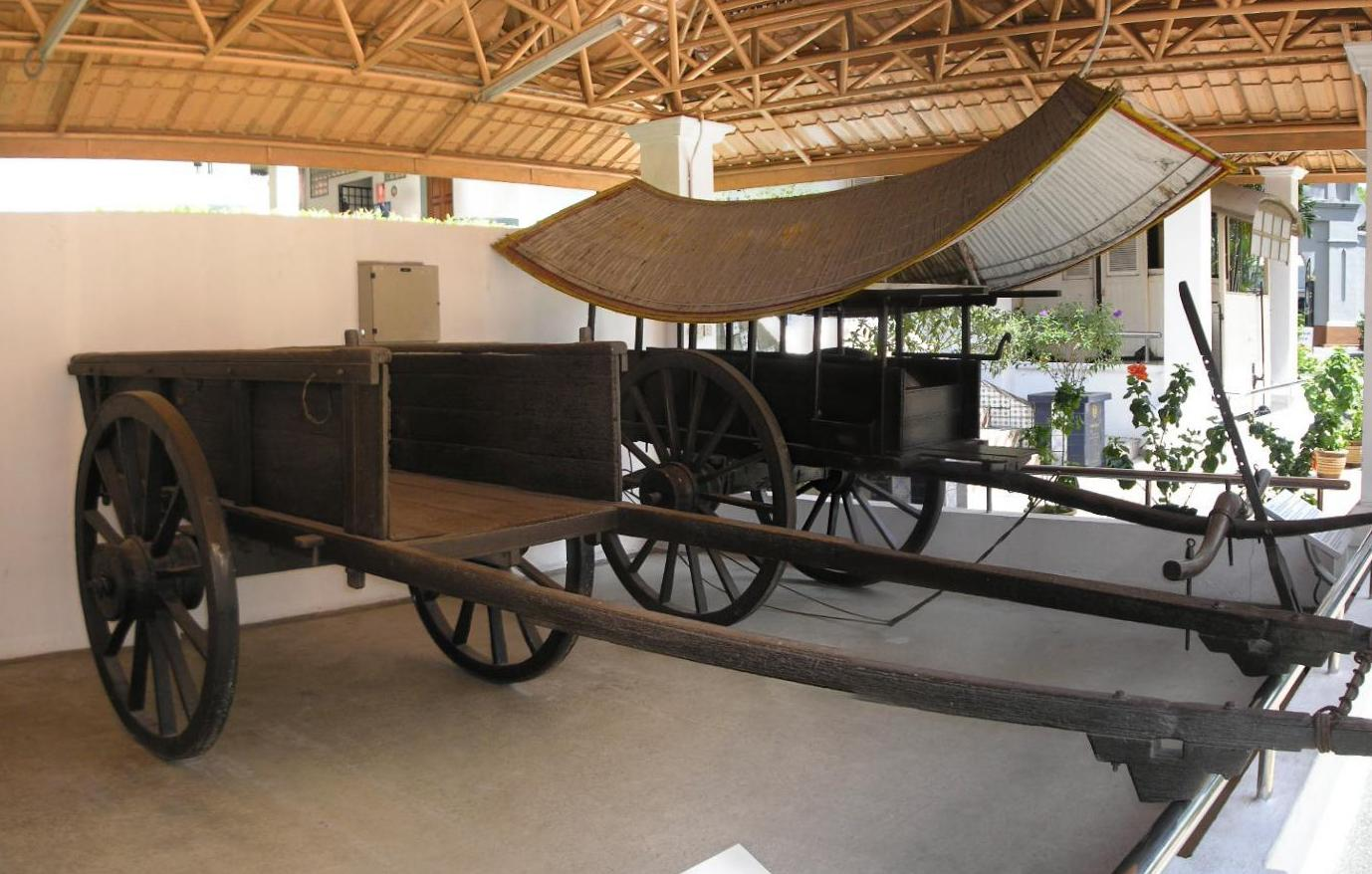
Charrettes hippomobiles traditionnelles au musée national de Kuala Lumpur.

Le cheval domestique ne fait pas partie des espèces indigènes malaisiennes, la totalité des sources s'accordant sur son absence avant le XIXe siècle.
Selon la Malayan Racing Association, association nationale organisant les courses de chevaux en Malaisie, la période coloniale britannique entraîne l'introduction progressive du sport hippique en Malaisie à partir de 1802, le Penang Turf Club étant le premier à voir le jour, en 1864, suivi du Perak Turf Club en 1886 et du Selangor Turf Club en 1896. Lucy Christina Duff Gordon (1863-1935) commente en ces termes : « Les Malais aiment passionnément les courses de chevaux, et la foule était composée pour moitié de Malais : il y avait des dizaines de charrettes remplies de femmes aux yeux brillants, des jupons de toutes les couleurs les plus brillantes, des vestes de mousseline blanche, et des poignards d'or dans leurs grandes boucles de cheveux noirs brillants ».
L'intensification des plantations en Malaisie à partir des années 1880 entraîne une forte demande en chevaux, le pays ne comptant alors selon le professeur d'économie William Gervase Clarence-Smith (en) « aucun équidé », « bien que les bœufs et les éléphants aient joué un rôle important dans le transport rural ». L’utilisation du cheval en Asie du Sud-Est pourrait ainsi avoir un lien avec le défrichement des côtes, et la disparition d’un biotope adapté à l’éléphant et au buffle.
2 000 à 3 000 chevaux sont alors importés chaque année, généralement depuis Singapour et Penang, en provenance de l'Indonésie, « dans des bateaux battant pavillon néerlandais ». Cela entraine une confusion dans la définition des races de chevaux indonésiennes, les poneys nés sur les hauts plateaux de l'île de Sumatra prenant, à tort, le nom de « poneys de Deli » car ils sont expédiés depuis les ports de l'Île de Deli.
En 1961, la population chevaline malaisienne est estimée à 4 200 têtes.
À la fin du XXe siècle, la Malaisie héberge quelques-unes des courses hippiques les mieux dotées du continent asiatique, avec le Japon, Hong Kong et Singapour.

## Pratiques et usages
La culture équestre ne fait pas initialement partie des pratiques locales, la majorité des Malais n'étant jamais exposés à un cheval de leur vie. En novembre 2020, les usages répertoriés chez les chevaux de Malaisie sont les courses hippiques, l'équitation de loisir, les sports équestres, le polo, l'endurance, et la patrouille de surveillance. Pour les besoins d'une étude menée en 2019 sur le design des espaces d'entraînement des chevaux, 42 établissements de ce type ont été visités à travers le pays.
Plusieurs études vétérinaires ont été publiées concernant les problèmes de santé éventuels des chevaux découlant de leurs utilisations. En fonction de leur mode d'hébergement, d'alimentation et de leurs heures de travail, les chevaux peuvent exprimer plus ou moins de stéréotypies. L'étude des maux de dos montre des expositions aux lésions des tissus mous dans 57 % des cas de chevaux malais au travail examinés en 2019. L'incidence des atteintes des sabots a été examinée en 2013 : le problème le plus couramment rencontré est une fissure, dans 53,52 % des cas.

### Sport hippique

L'hippodrome de Penang dans les années 1910.

Il existe un secteur de sport hippique, géré par l'Association malaise des courses. Dans les années 1980, la Malaisie compte au total trois hippodromes avec des pistes en herbe, à Kuala Lumpur, à Ipoh et à Penang. Le Chiendent pied-de-poule (Cynodon sp.) et le Zoysia japonica sont les graminées considérées comme les plus efficaces en termes de couverture du sol, de couleur, d'apparence visuelle et de résistance aux dommages causés par les courses de chevaux en Malaisie.
Comme dans tous les pays de sport hippique, les chevaux de course malais peuvent être victimes de fractures.
Bien que la Malaisie soit un pays majoritairement musulman, des paris sportifs sont possibles avant chaque course hippique, généralement 30 minutes avant le départ, au cours desquelles les parieurs jouent gagnant ou placé sur l'un des dix à douze chevaux en compétition. Toutes les personnes qui ont joué le bon cheval gagnant ou placé (premier, deuxième ou troisième) réalisent un bénéfice, mais le montant exact de ce bénéfice est déterminé de façon peu fiable, en fonction de règles de coût de transaction gouvernementales. Un seul des trois hippodromes gère la totalité des paris, en lien avec Singapour pour ce qui est des moments des paris. Cependant, Singapour et la Malaisie fonctionnent indépendamment pour ce qui est des montants gagnés. Les paris illégaux sur internet posent un problème dans tout le pays.

### Sports équestres
La Fédération équestre malaise, chargée par le gouvernement du développement et de la promotion des événements de sports équestres dans tout le pays, fonctionne en lien avec la Fédération équestre internationale.
Les clubs sélectifs de Malaisie ont développé une offre d'équitation sportive et de loisir, tout particulièrement à partir des années 1980. Le développement du polo s'est révélé très rapide. Cependant, en raison de l'association de l'équitation et des sports équestres aux pratiques d'origine extérieure, leur popularisation n'est pas assurée auprès du grand public.
L'endurance est pratiquée en Malaisie via des compétitions officielles, la santé des chevaux étant surveillée durant la course : la présence d'une fourbure constitue un motif d'élimination.

## Élevage

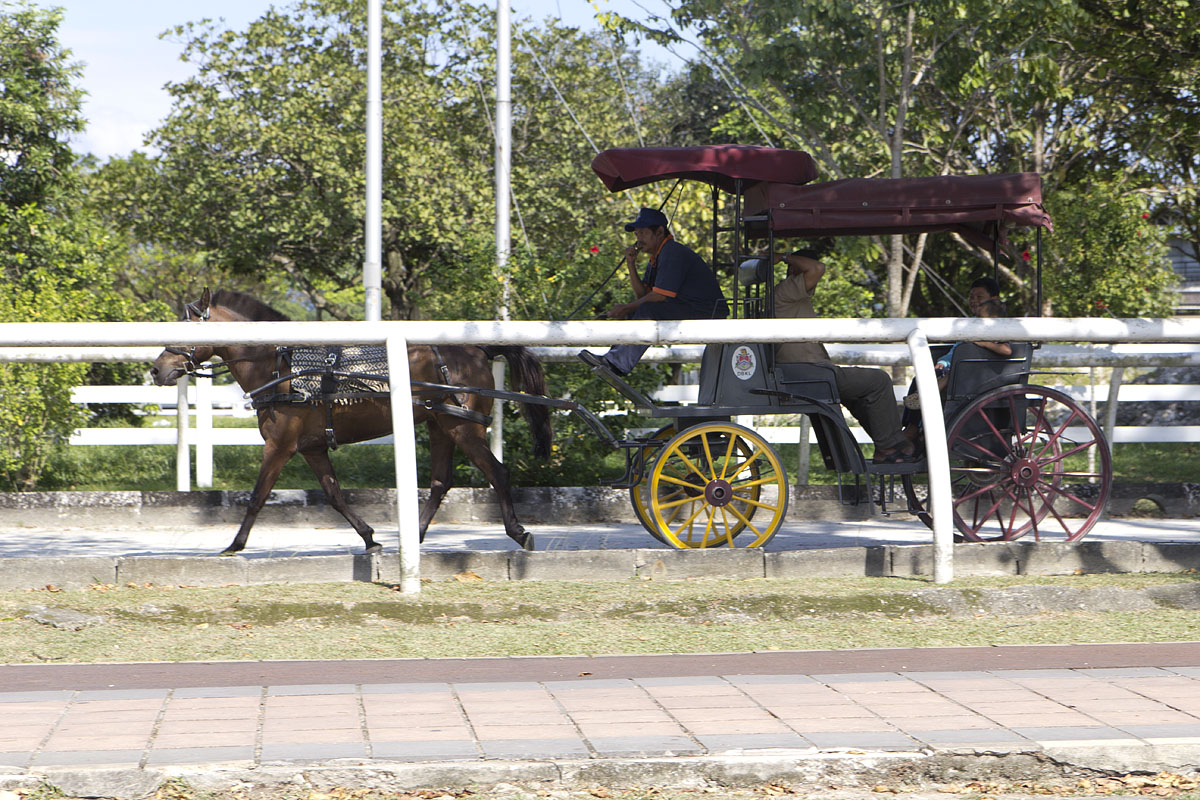
Attelage hippomobile à Kuala Lumpur.

Chris J. Mortensen indique sur la base des données de la FAO la présence d'un cheptel de 3 360 têtes en 2014 ; cependant en 2017, dans l'ouvrage Equine Science, la population chevaline malaisienne est estimée à 7 000 têtes, ce qui représenterait 0,01 % de la population chevaline mondiale. Il n'existe pas d'estimation dans le guide Delachaux.
En 1993, au moins un tiers des chevaux malais qui ne sont pas des chevaux de course sont des poneys de polo.

### Races élevées
La base de données DAD-IS recense deux races de chevaux élevée sur place, le Bajau et le Kuda Padi. Le Bajau est un poney de petite taille, environ 1,22 m, habituellement de robe baie.

### Maladies et parasitisme
En raison du climat tropical, les maladies affectant les chevaux sont nombreuses. Un sondage lancé dans les années 1990 montre que 5 à 10 % des chevaux malais gardés à l'écurie souffrent de divers problèmes de peau liés à leur sensibilité aux piqûres d'insectes. Le prurit qui en découle est aggravé par la tendance des chevaux à se gratter.
Les animaux domestiques présents sur la péninsule malaise sont touchés par le surra, causé par trypanosoma evansi ; cependant, les nombreuses précautions prises par les propriétaires de chevaux pour éviter la contamination limitent le risque d'infection, infection à laquelle les chevaux d'origine extérieure ainsi que les juments sont plus sensibles : la prévalence de l'infection par T. evansi est de 0,54 % en 2013. L'encéphalite japonaise, qui fait l'objet de campagnes de vaccination, peut toucher les êtres humains comme les chevaux piqués par des culex. Bien que des vecteurs de la piroplasmose circulent en Malaisie avec 20 % de contaminations par Babesia equi parmi un échantillon de chevaux examinés en 2010, il n'est pas fait état de déclarations de la maladie.
L'examen du crottin de cheval en Malaisie montre la présence potentielle de neuf familles de diptères, dont deux hématophages.
La présence d'infections au Staphylococcus aureus résistant à la méticilline a été confirmée parmi les chevaux malais.
La première étude de cohorte consacrée au sommeil des chevaux en région tropicale a été menée et publiée en Malaisie en 2018, révélant que les chevaux de ces régions ne dorment que pendant la nuit.

## Dans la culture

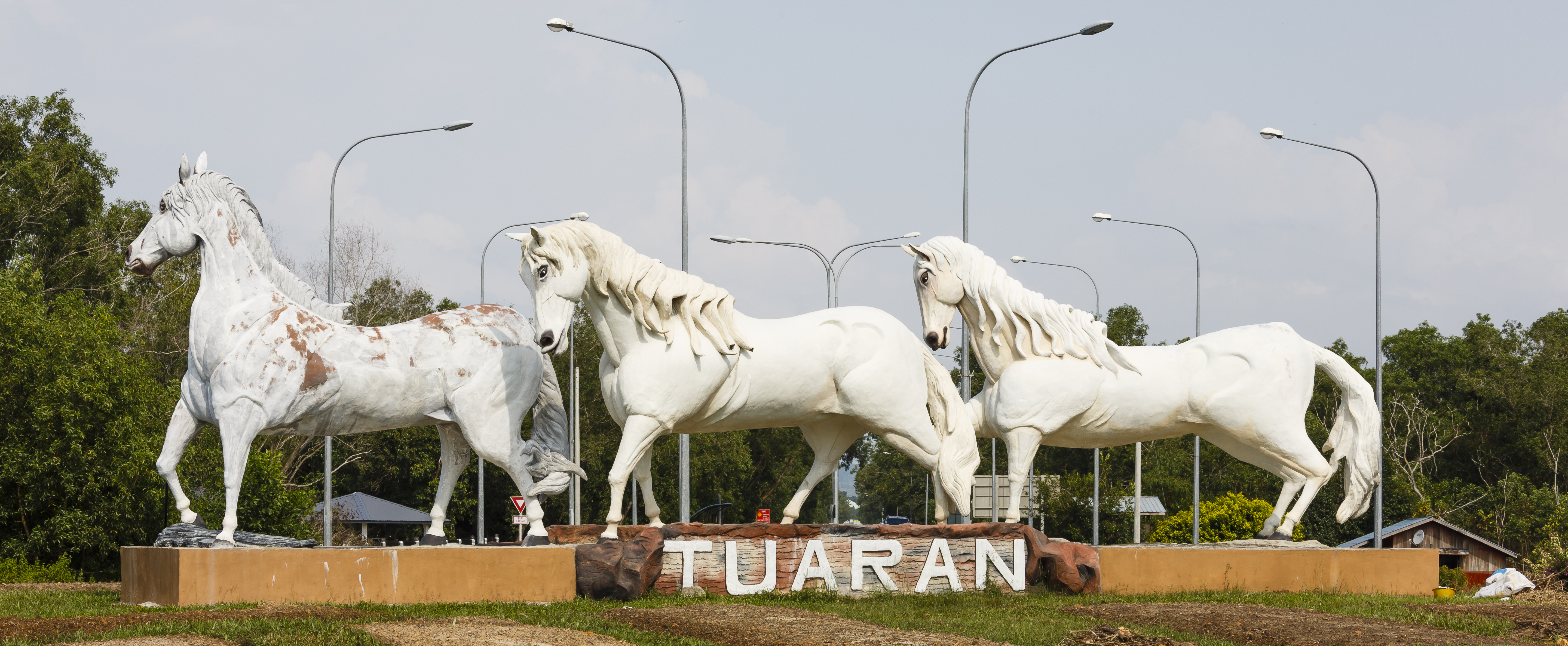
Sculptures de chevaux sur un rond-point de Tuaran.

Le mot « cheval » se dit kuda en malais.